# Kalaroa
Kalaroa är ett underdistrikt i Bangladesh. Det ligger i den sydvästra delen av landet, 170 km sydväst om huvudstaden Dhaka.
Trakten runt Kalaroa består till största delen av jordbruksmark. Runt Kalaroa är det tätbefolkat, med 982 invånare per kvadratkilometer.